# Jonathan Sperber
Pour les articles homonymes, voir Sperber.
Jonathan Sperber (né en 1952) est un auteur et professeur américain d'Histoire moderne européenne.

## Carrière académique
Sperber étudie à l'Université Cornell et suit à des études supérieures à l'Université de Chicago. Là, il étudie avec l'historien Leonard Krieger. Il obtient son doctorat de Chicago en 1980, et continue à travailler à l'Université du Missouri en 1984, où il réside toujours. Il est nommé professeur d'histoire des conservateurs en 2003, et a occupé le siège de président du département d'histoire entre 2005-2010.

## Auteur
Sperber écrit un bon nombre de livres sur l'histoire politique, sociale et religieuse de l'Europe du XIXe siècle. Son livre de 2013 Karl Marx : une vie au XIXe siècle a été décrit par le New York Times comme une « biographie méticuleusement documentée et captivante ».